# Cubitermitinae
Cubitermitinae es una subfamilia de termitas, que contiene los siguientes géneros:

## Géneros
1. Apilitermes
2. Basidentitermes
3. Batillitermes
4. Crenetermes
5. Cubitermes
6. Euchilotermes
7. Fastigitermes
8. Forficulitermes
9. Furculitermes
10. Gibbotermes
11. Lepidotermes
12. Megagnathotermes
13. Mucrotermes
14. Nitiditermes
15. Noditermes
16. Okavangotermes
17. Ophiotermes
18. Orthotermes
19. Ovambotermes
20. Pilotermes
21. Proboscitermes
22. Procubitermes
23. Profastigitermes
24. Thoracotermes
25. Unguitermes
26. Unicornitermes